# Кей и Пил
«Кей и Пил» (англ. Key & Peele) — американский комедийный скетч-сериал, созданный Киганом-Майклом Кеем и Джорданом Пилом. Каждый эпизод шоу состоит из скетчей, охватывающих различные социальные темы, зачастую с упором на американскую поп-культуру, этнические стереотипы и расовые отношения.
Его премьера состоялась 31 января 2012, а финал был показан 9 сентября 2015 года; было снято 5 сезонов — в общей сложности 53 эпизода. 30 января 2015 года вышел специальный выпуск «Key & Peele’s Super Bowl Special».
Шоу выиграло награду премии «Пибоди» и две прайм-тайм премии «Эмми», а также было номинировано на многие другие, включая Премию Гильдии сценаристов США, NAACP Image Awards, и получило ещё 16 номинаций на премию «Эмми» в различных категориях.

## Формат
Эпизод обычно начинается с короткого скетча. После показа вступительный заставки двое ведущих представляют себя живой аудитории и рассказывают о возможной ситуации, за которой следует скетч, имеющий аналогичную ситуацию. Шоу затем соблюдает данную структуру с показом скетчей, каждый из которых занимает определённое время. Не все сегменты сопровождаются записью из студии.
Начиная с четвёртого сезона, сериал изменил формат, и, вместо зрителей в зале, Ки и Пил обсуждают концепт скетча во время поездки на автомобиле.

## Производство
Канал Comedy Central анонсировал шоу в июне 2011 года. Перед выходом Ки и Пил запустили веб-сериал в поддержку программы. Состоявшаяся в январе 2012 года премьера сериала собрала 2,1 млн зрителей, что сделало шоу самой популярной премьерой на Comedy Central с 2009 года.
По ходу вещания сериал был продлён ещё на четыре сезона, показ которых начался в сентябре 2012 года, сентябре 2013 года, сентябре 2014 года и июле 2015 года.

## Эпизоды
| Сезон | Сезон              | Эпизоды            | Оригинальная дата выхода | Оригинальная дата выхода |
| Сезон | Сезон              | Эпизоды            | Премьера сезона          | Финал сезона             |
| ----- | ------------------ | ------------------ | ------------------------ | ------------------------ |
|       | 1                  | 8                  | 31 января 2012           | 20 марта 2012            |
|       | 2                  | 10                 | 26 сентября 2012         | 28 ноября 2012           |
|       | 3                  | 13                 | 18 сентября 2013         | 18 декабря 2013          |
|       | 4                  | 11                 | 24 сентября 2014         | 10 декабря 2014          |
|       | Специальный выпуск | Специальный выпуск | 30 января 2015           | 30 января 2015           |
|       | 5                  | 11                 | 8 июля 2015              | 9 сентября 2015          |

## Повторяющиеся персонажи и скетчи
- Барак Обама (Джордан Пил) — 44-й президент США, который испытывает трудности с выражением своих истинных чувств и эмоций.
- Лютер (Киган-Майкл Кей) — «злой переводчик» президента Обамы, интерпретирующий его речи посредством гневных тирад. В одном из скетчей выясняется, что у жены Обамы и его дочерей также есть злые переводчики, к помощи которых они обращаются во время общения друг с другом. В апреле 2015 Киган-Майкл Кей выступил на ежегодном ужине Ассоциации корреспондентов Белого дома в качестве переводчика настоящего Барака Обамы[9]. В январе 2017 Пил и Кей в последний раз вернулись к своим образам в выпуске программы The Daily Show[10].
- Уэнделл Сандерс (Пил) — одинокий мужчина с излишним весом, который любит научную фантастику и фэнтези. Часто выдумывает истории, чтобы убедить других, что он не является нердом.
- Мистер Гарви (Кей) — злой и пугающий учитель на замену, 20-летний ветеран городского образования. Он недоверчив и имеет проблемы с произношением имён учеников. Любые поправки считает проявлением неуважения и ложью, которая хочет выставить его в плохом свете. В марте 2015 было объявлено, что Кей повторит свою роль в полнометражном фильме, «Substitute Teacher», а Пил сыграет его врага[8].
- Меган (Пил) — молодая женщина, сердитая на своего парня, Андре. Меган показана крайне эгоистичной, невежественной и не знающей социальных норм.
- Андре (Кей) — такой же громкий, но гораздо более интеллигентный парень Меган, берущий на себя вину за конфликты, которые она начинает с другими.
- ЛеШон и Сэмюэл — гей-пара с очень разными характерами и взглядами на брак. Сэмюэл (Кей) — интеллигентен и сдержан, когда дело касается важных решений, в то время как ЛеШон (Пил) — громкий и крайне экстравагантный, постоянно придумывающий бессмысленные и невозможные идеи для их будущего.

## Реакция
Первый и второй сезоны сериала получили хорошие отзывы и оценку 74 из 100 на сайте Metacritic. Третий сезон завоевал признание критиков и заработал оценку 82 на Metacritic. В 2013 году шоу выиграло премию «Пибоди».
24 апреля 2012 года во время интервью на шоу «Поздним вечером» с Джимми Фэллоном президент США Барак Обама рассказал о том, что смотрел скетч на себя — назвав его «очень хорошим».